# 빅페이스
빅페이스(1979년 ~)는 대한민국의 가수, 뮤지컬 배우, 피아니스트다.

## 학력
- 숙명여자대학교 음악치료대학원 임상음악치료학과

## 방송
- 코리아 갓 탤런트 1 (2011) - Top40

## 음반
- 애착 (2017)
- 우리, 이렇게 안녕 (Feat.GIINA) (2020)
- 그리움에 울다 (2020)

## 공연
- 판타스틱 (2009~2011)
- 신나는 빵쇼 제빵왕 김탁구 (2012)
- SPARK CON (스팍-콘) (2018)